# رغيطة
الرغيطة هي اجتماع للنسوة يقمن خلاله بعمل تعاوني لمساعدة إحداهن على القيام بأعمال الصوف من قردشة وغزل الخ. وفي نفس الوقت يقضين ذلك اليوم في الغناء والزغاريد والفذلكة. ومن أشهر الأغاني التي يؤدينها في غربي منطقة نفزاوة بالجنوب التونسي الأغنية التالية:
والقرداش هو آلة لتليين الصوف وتنظيفه قبل غزله، يرغي أي يصدر صوتا كصوت الجمل، للسمي : إلى السماء. يعيط، يصرخ، حذاي: قربي.